# 唐昭明
唐昭明（1886年—1962年），號德安，四川省犍為縣人，曾任四川省參議會副議長，立法院立法委員。

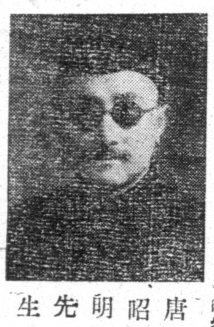
中央提名四川第二區立委候選人唐昭明先生《中央日報(重慶)》1948年1月14日

## 簡歷
- 四川省城高等學堂普通戌班畢業[2]
- 民國九年（1920年），四川省峨邊縣知事[3]
- 民國十四年（1925年），中國國民黨四川省臨時執行委員會執行委員[4]
- 民國十五年（1926年）3月1日，中國國民黨四川省臨時省黨部工人部長[5]
- 民國十六年（1927年），中國國民黨四川省黨部籌備處籌備委員[6]

同年11月8日，中國國民黨四川省黨部執行委員，
- 民國十九年（1930年），中國國民黨中央黨部擴大會議常務委員會秘書（西山會議派提出）[8]
- 民國廿一年（1932年）-民國廿二年（1933年），中國國民黨四川省黨務特派員辦事處特派員[9]
- 民國廿八年（1939年）5月1日，四川省臨時參議會參議員[10]

同年7月14日,謝故委員持國葬典禮辦事處秘書
- 民國卅二年（1943年）4月29日，四川省臨時參議會第二屆副議長[12]
- 民國卅三年（1944年）1月15日，獲頒五等景星勛章[13]

同年,四川省經濟建設委員會常務委員
同年,四川省物價管制委員會委員
- 民國卅四年（1945年）10月10日，頒給勝利勛章[16]

同年,四川省參議會副議長
- 民國卅五年（1946年），晉給四等景星勛章[17]
- 民國卅七年（1948年），當選四川省第二選區立法委員。

同年，四川省制鹽業聯合會籌備主任，理事
- 民國卅八年（1949年），川康渝民眾自衛委員會委員[19]

- 1951年被判处有期徒刑10年，1955年保外就医。1962年病故。

## 出席立法院會期委員會
- 第１屆第１會期: 經濟及資源委員會
- 第１屆第１會期: 財政及金融委員會